# Marijan Łukaszewycz
Marijan Łukaszewycz ps. Jahoda, Czernyk (ukr. Маріян Лукашевич, ur. 1920 w Tarnopolu lub 22 czerwca 1922 w Przemyślu, zm. 9 września 1945 koło Żniatyna) – ukraiński wojskowy, major UPA.

## Życiorys
Ukończył gimnazjum w Tarnopolu. W 1943 wstąpił do 5 pułku policji SS, wiosną 1944 z dużą grupą żołnierzy zdezerterował, i wstąpił do oddziału UPA pod dowództwem „Oczereta” w powiecie hrubieszowskim.
Niedługo później został dowódcą sotni „Wowky” i otrzymał nominację na stopień majora. Stoczył wiele walk z sowieckimi grupami partyzanckimi, a później wojskami NKWD i Ludowego Wojska Polskiego. W drugiej połowie 1944 zorganizował nowy kureń UPA „Wowky”, w skład którego wchodziły sotnie „Wowky-1”, „Wowky-2” i „Wowky-3”. Na początku 1945 został dowódcą 28 Odcinka Taktycznego „Danyliw”, któremu podlegały wszystkie oddziały UPA na Chełmszczyźnie i Podlasiu w tym sotnie: Czausa, Dawyda, Dudy i Jara. Po Łukaszewyczu dowodzenie nad odcinkiem przejął Berkut.
Marijan Łukaszewycz „Jahoda” jest odpowiedzialny m.in. za tzw. Krwawą Niedzielę Palmową w Kryłowie 25 marca 1945 roku, kiedy to w napadzie na posterunek MO zostało zamordowanych 28 cywilnych mieszkańców Kryłowa i 17 funkcjonariuszy Milicji Obywatelskiej.
Zginął 17 września 1945 podczas potyczki z Milicją Obywatelską.
Zadedykowana mu była pieśń żołnierzy UPA – Do boju prawoho, do boju stawajmo.

## Literatura
- Petro Mirczuk: Українська Повстанська Армія 1942—1952. Tarnopol, 1993.
- Grzegorz Motyka: Ukraińska partyzantka 1942-1960. Warszawa, 2006.
- В. Заведнюк, Б. Трофим’як, о. М. Шаварин: Лукасевич Мар'ян Прокопович. W:  Тернопільський енциклопедичний словник. редкол.: Г. Яворський та ін.. T. 2: К—О. Тернопіль : Видавничо-поліграфічний комбінат «Збруч», 2005, s. 401. ISBN 966-528-199-2. (ukr.). (ukr.)